# راي إنرايت (لاعب كرة قدم كندية)
راي إنرايت هو لاعب كرة قدم كندية كندي، ولد في 15 يونيو 1929 في إدمونتون في كندا.

## وصلات خارجية
- راي إنرايت على موقع JustSportsStats.com (الإنجليزية)